# Discographie de supercell

## Albums studio
| Année | Détails de l'album | Sommet atteint au classement Oricon | Disque de certification |
| ----- | --- | ----------------------------------- | ----------------------- |
| 2009  | supercell - Date de sortie : 4 mars 2009 - Label : SME (MHCL-1493—1495 (CD+DVD+artbook), MHCL-1496—1497 (CD+DVD)) - Format : CD+DVD+Artbook, CD+DVD                              | 4                                   | JP : Or                 |
| 2011  | Today Is A Beautiful Day - Date de sortie : 16 mars 2011 - Label : SME (SRCL-7486—7487 (CD+DVD), SRCL-7488 (CD)) - Format : CD, CD+DVD                                           | 3                                   | JP : Or                 |
| 2012  | Extra terrestrial Biological Entities (sous le nom de EGOIST) - Date de sortie : 19 septembre 2012 - Label : SME (SRCL-8091—8092 (CD+DVD), SRCL-8093 (CD)) - Format : CD, CD+DVD | 9                                   |                         |

## Singles
| Année | Chanson | Sommet atteint au classement Oricon | Disque de certification | Album                                 |
| ----- | --- | ----------------------------------- | ----------------------- | ------------------------------------- |
| 2009  | Kimi no Shiranai Monogatari (君の知らない物語) - Date de sortie : 12 août 2009 - Label : SME (SRCL-7079/80 (CD+DVD), SRCL-7081 (CD)) - Format : CD, CD+DVD                                                                                         | 5                                   | JP : Or                 | Today Is A Beautiful Day              |
| 2010  | sayonara memories (さよならメモリーズ) - Date de sortie : 10 février 2010 - Label : SME (SRCL-7201/2 (CD+DVD), SRCL-7203 (CD)) - Format : CD, CD+DCD                                                                                               | 7                                   |                         | Today Is A Beautiful Day              |
| 2010  | Utakata Hanabi/Hoshi ga Matataku Konna Yoru ni (うたかた花火/星が瞬くこんな夜に) - Date de sortie : 25 août 2010 - Label : SME (SRCL-7331/2(CD+DVD), SRCL-7333 (CD)) - Format : CD, CD+DVD                                                         | 9                                   |                         | Today Is A Beautiful Day              |
| 2011  | My Dearest - Date de sortie : 23 novembre 2011 - Label : SME (SRCL-7793/4 (CD+DVD), SRCL-7795 (CD)) - Format : CD, CD+DVD | 10                                  |                         |                                       |
| 2011  | Departures ～Anata ni Okuru Ai no Uta～ (Departures ～あなたにおくるアイの歌～) (sous le nom EGOIST) - Date de sortie : 30 novembre 2011 - Label : SME (SVWC-7798 (CD), SVWC-7796(CD+DVD)) - Format : CD, CD+DVD                                   | 8                                   |                         | Extra terrestrial Biological Entities |
| 2012  | The Everlasting Guilty Crown (sous le nom EGOIST) - Date de sortie : 7 mars 2012 - Label : SME (SVWC-7834 (CD), SVWC-7832/3(CD+DVD)) - Format : CD, CD+DVD                                                                                         | 7                                   |                         | Extra terrestrial Biological Entities |
| 2012  | Kokuhaku / Bokura no Ashiato (告白 / 僕らのあしあと) - Date de sortie : 7 mars 2012 - Label : SME (Guilty Crown ver. : SRCL-7885 (CD), SRCL-7881/2(CD+DVD). Black★Rock Shooter ver. : SRCL-7886 (CD), SRCL-7883/4 (CD+DVD))) - Format : CD, CD+DVD | 8                                   |                         |                                       |
| 2012  | Namae no nai Kaibutsu (名前のない怪物) (sous le nom EGOIST) - Date de sortie : 5 décembre 2012 - Label : SME (SRCL-8149 (CD), SRCL-8147/8(CD+DVD)) - Format : CD, CD+DVD                                                                           | 6                                   |                         |                                       |
| 2012  | Giniro Hikōsen (銀色飛行船) - Date de sortie : 19 décembre 2012 - Label : SME (SRCL-8194 (CD), SRCL-8192/3 (CD+DVD),SRCL-8190/1 (CD+Blu-Ray)) - Format : CD, CD+DVD, CD+BR                                                                         | -                                   |                         |                                       |

### Collaborations
| Année | Chanson | Sommet atteint au classement Oricon |
| ----- | --- | ----------------------------------- |
| 2010  | Kotchi Muite Baby / Yellow (こっち向いて Baby / Yellow) (avec Kz de Livetune) - Date de sortie : 14 juillet 2010 - Label : SME (MHCL-1780/1 (CD), MHCL-1777/9 (CD+DVD) - Format : CD, CD+DVD | 9                                   |
| 2011  | Sekiranun Graffiti/Fallin' Fallin' Fallin' (積乱雲グラフィティ/Fallin' Fallin' Fallin') (avec Dixie Flatline) - Date de sortie : 31 août 2011 - Label : SME MHCL-1957 (CD) - Format : CD     | 19                                  |
| 2012  | ODDS&ENDS/Sky of Beginning (avec Jin) - Date de sortie : 29 août 2012 - Label : SME MHCL-2133 (CD), MHCL-2127/9 (CD+DVD) - Format : CD, CD+DVD                                               | 14                                  |

## Clips vidéo
| Année | Chanson                                                                          | Directeur(s)             |
| ----- | -------------------------------------------------------------------------------- | ------------------------ |
| 2009  | Kimi no Shiranai Monogatari (君の知らない物語)                                   | Hirohisa Sasaki          |
| 2010  | sayonara memories (さよならメモリーズ)                                           | Takahiro Miki Taiki Ueda |
| 2010  | Kotchi Muite Baby (こっち向いて Baby)                                            | Takuya Imamura           |
| 2010  | Utakata Hanabi (うたかた花火)                                                    | Kazuto Nakazawa          |
| 2011  | Perfect Day                                                                      | Ryōsuke Nakamura         |
| 2011  | Sekiranun Graffiti (積乱雲グラフィティ)                                          | Yûichi Takahashi         |
| 2011  | My Dearest                                                                       | Ryūji Seki               |
| 2011  | Departures ～Anata ni Okuru Ai no Uta～ (Departures ～あなたにおくるアイの歌～)" |                          |
| 2012  | Kokuhaku (告白)                                                                  | Ryūji Seki,              |
| 2012  | Bokura no Ashiato (僕らのあしあと)                                               | Ryūji Seki,              |
| 2012  | The Everlasting Guilty Crown                                                     |                          |
| 2012  | ODDS&ENDS                                                                        |                          |
| 2012  | Planetes                                                                         |                          |
| 2012  | Namae no nai Kaibutsu (名前のない怪物)                                           |                          |
| 2012  | Giniro Hikōsen (銀色飛行船)                                                      |                          |

## Compilations

### Chansons
| Année | Chanson(s) | Album | Sommet atteint au classement Oricon | Ref.   |
| ----- | --- | --- | ----------------------------------- | ------ |
| 2009  | Black★Rock Shooter (ブラック★ロックシューター, Burakku Rokku Shūtā)                                              | Nico Nico Douga Selection : Sainō no Mudazukai (ニコニコ動画せれくちょん～才能の無駄遣い)                                                       | -                                   | [ 26 ] |
| 2009  | Melt (メルト, Meruto) World is Mine (ワールドイズマイン, Wārudo izu Main)                                        | Hatsune Miku Best～memories～ (初音ミク ベスト～ｍｅｍｏｒｉｅｓ～)                                                                             | -                                   | [ 27 ] |
| 2009  | Black★Rock Shooter (ブラック★ロックシューター) Love is War (恋は戦争, Koi wa Sensō)                              | Hatsune Miku Best～impacts～ (初音ミク ベスト～ｉｍｐａｃｔｓ～)                                                                                | -                                   | [ 28 ] |
| 2010  | Hajimete no Koi ga Owaru Toki (初めての恋が終わる時) Kotchi Muite Baby (こっち向いて Baby) Melt (メルト, Meruto) | Hatsune Miku -Project DIVA- 2nd NONSTOP MIX COLLECTION (初音ミク －Ｐｒｏｊｅｃｔ ＤＩＶＡ－ ２ｎｄ ＮＯＮＳＴＯＰ ＭＩＸ ＣＯＬＬＥＣＴＩＯＮ) | 16                                  | [ 29 ] |
| 2010  | Ashita e (アシタヘ) Kibō no Neiro (キボウノネイロ)                                                               | TamStar Records Collection Vol.0 | -                                   | [ 30 ] |
| 2011  | Kimi no Shiranai Monogatari (君の知らない物語)                                                                   | Bakemonogatari Ongaku Zenshū Songs & Soundtracks (化物語」音楽全集 Songs&Soundtracks)                                                           | -                                   | [ 31 ] |
| 2012  | Hoshi ga Matataku Konna Yoru ni (星が瞬くこんな夜に)                                                             | Mahōtsukai no Yoru Original Soundtrack (魔法使いの夜 オリジナルサウンドトラック)                                                                | -                                   | [ 32 ] |
| 2012  | Utakata Hanabi (うたかた花火)                                                                                    | NARUTO GREATEST HITS!!!!! | -                                   | [ 33 ] |

### Clips vidéo et lives
| Année | Chanson(s) | Nom | Sommet atteint au classement Oricon | Notes | Ref.   |
| ----- | --- | --- | ----------------------------------- | --- | ------ |
| 2010  | Love is War (恋は戦争) | Hatsune Miku DVD～impacts～ (初音ミクＤＶＤ～ｉｍｐａｃｔｓ～) | 7                                   | Collection de chansons avec Hatsune Miku au chant.                                                           | [ 34 ] |
| 2010  | World is Mine (ワールドイズマイン) Black★Rock Shooter (ブラック★ロックシューター)                                                               | Hatsune Miku DVD～memories～ (初音ミクＤＶＤ～memories～) | 6                                   | Collection de chansons avec Hatsune Miku au chant.                                                           | [ 35 ] |
| 2010  | World is Mine (ワールドイズマイン) Melt (メルト)                                                                                                | Miku no Hi Kanshasai 39's Giving Day Project DIVA presents Hatsune Miku : Solo Concert Konban wa, Hatsune Miku desu.～ (ミクの日感謝祭 39's Giving Day Project DIVA presents 初音ミク・ソロコンサート～こんばんは、初音ミクです。～) | 9                                   | Concert live de Hatsune Miku.                                                                                | [ 36 ] |
| 2012  | Hajimete no Koi ga Owaru Toki (初めての恋が終わる時) Kotchi Muite Baby (こっち向いて Ｂａｂｙ) Melt (メルト) World is Mine (ワールドイズマイン) | Hatsune Miku : Miku no Hi Daikanshasai 2 Days Complete BOX (初音ミク ミクの日大感謝祭 ２ＤａｙｓコンプリートＢＯＸ) | 4 (116, 67)                         | Concert live de Hatsune Miku. Existe aussi en d'autres versions avec plus ou moins de chansons de supercell. | ,      |

## Autres
| Année | Chanson(s) ou album(s)                         | Nom                                                              | Sommet atteint au classement Oricon | Notes                                               | Ref.   |
| ----- | ---------------------------------------------- | ---------------------------------------------------------------- | ----------------------------------- | --------------------------------------------------- | ------ |
| 2009  | Black★Rock Shooter (ブラック★ロックシューター) | ＢＬＡＣＫ★ＲＯＣＫ ＳＨＯＯＴＥＲ －ＰＩＬＯＴ Ｅｄｉｔｉｏｎ－ | 28                                  | L'édition pilote de l'OVA                           | [ 41 ] |
| 2009  | theme of "CENCOROLL"                           | Cencoroll (センコロール)                                         | 19                                  | Deux éditions disponible : normale et limitée.      | [ 42 ] |
| 2010  | supercell                                      | supercell tribute ～Stowaways～                                  | -                                   | Un remix de chaque chansons par différents auteurs. | ,      |